# ماراللوی جعفرقلی خانلو
ماراللوی جعفرقلی خانلو، روستایی در دهستان انگوت شرقی بخش مرکزی شهرستان انگوت در استان اردبیل ایران است.

## جمعیت
بر پایه سرشماری عمومی نفوس و مسکن در سال ۱۳۹۵، جمعیت این روستا برابر با ۴۸ نفر (۱۳ خانوار) بوده‌است.